# 船津和平工作
船津和平工作，又稱船津工作，是在1937年7月7日卢沟桥事件后，日本一些人为了防止事变扩大，於同年8月派船津辰一郎前往中國进行斡旋工作。船津和平工作因此得名。

## 经过

### 日本与中國首度和談失敗

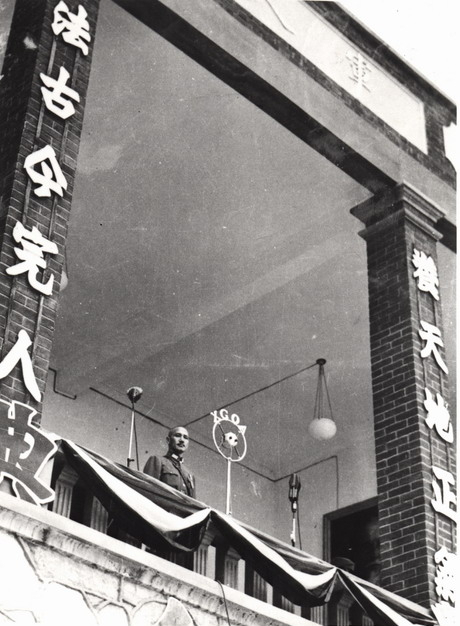
蒋介石庐山谈话

1937年7月7日深夜，卢沟桥事件爆發。7月8日，中国共产党呼吁中国国民对日全面抗战。7月9日，雙方暫時进入了停战状态。7月10日，南京国民政府对日本表示了抗议，中国共产党和日本关东军则积极寻求将事变扩大。
日方有些人希望不通过正式的外交谈判解决问题，而是由駐地军队与地方政府通過协商解决問題。華北的日军因此与冀察政务委员会（委员长宋哲元）及国民革命军第二十九军（军长宋哲元）之间进行谈判。日方的停战条件是根据军中央的指示提出的，尽管战斗中中国方面的损失更大，但停战条件中包含了要求中国方面的道歉等。7月11日，北平特务机关长松井久太郎与国民革命军第二十九军副军长秦德纯之间一度达成了停战协议。
然而就在同一天，日本政府又指责此次事件是中国方面有預謀實施的武力抗日行动，並决定从本土、朝鲜、满洲派遣增援部队。陆军参谋本部作战部长石原莞爾原本是反对扩大冲突的，因此本打算不增派部队，但在接到国民政府中央军正北上的情报后，为了保障侨民和駐地军队的安全，石原莞爾又決定派遣增援部隊。陆军大臣杉山元向昭和天皇表示“事变大约一个月内可解决”。随后关于停战协议达成的报告传来，日本方面暫時決定不從本土派遣支援部队，但繼續从朝鲜、满洲派遣增援部隊。
蔣介石在庐山听说了卢沟桥事件的消息後，命令何应钦加快编组部队，并將部隊調動到华北的要地，还指示准备向前线调派100个师的兵力。在与周恩来会谈后，7月17日，蔣介石在廬山发表廬山聲明，明确表示仍将继续為和平而努力，但如果无法实现，则只能竭尽全力抵抗。7月19日，蒋介石提出和谈条件：
1. 中国主权和领土不可侵犯
2. 禁止在河北省非法改变行政组织
3. 国民政府地方官员不能因日本的要求而變動
4. 第二十九军不受任何限制

蒋介石表示如果日本停止侵略行为并同意这四个条件，愿意进行谈判。同时，如果日本不在此时停止军事行动，即便中國没有胜算，也已准备好与日本抗战，并呼吁国民奋起。蒋介石政权还表明，现地停战协议应当得到中央政府的批准，并宣布任何违背国家主权的现地协议为无效。这表明国民政府决心不再重蹈九一八事变的覆辙。
7月20日，第一届近卫内阁召开了内阁会议，决定动员3个师团。但是，迅速派兵的计划被搁置。7月25日，廊坊事件发生，日本方面表示日本军遭到中國軍隊枪击。7月26日，日本方面以保护在北平居住的日本人為由，派兵进入北平城内，但城门被关闭，城墙上的中国军队对日军开火，導致广安门事件發生。27日，决定增派的3个师团被实际派遣。7月28日，日军在华北地区发起了总攻击，战争最终全面爆发。7月29日，通州事件爆發。同日，日军占领了天津，南开大学在空袭和炮击下被摧毁。7月31日，蒋介石再次明确表示和平已无希望，只有彻底抗战，随后释放了被监禁的抗日七君子。这使得之前对蒋介石持怀疑态度的中国人也相信蒋這回是真的要坚决抗日了。

### 扩大派与不扩大派
卢沟桥事件后，陆军内部有声音提出应利用此事件一举打击中国的抗日态度，巩固日本在华北的地位，这种声音不仅来自陆军省和参谋本部，而且来自关东军和朝鲜军。当时的陆军中存在一种观点，认为根据中国在满洲事变以来的反应，只要以日本的武力威慑，中国就会屈服，这就是“对支一击论”，提出这一主张的被称为“扩大派”。他们认为，应利用此机会出兵中国，讓华北不再由中国中央政府管治。“扩大派”中有陆军大臣杉山元、陆军省的田中新一、参谋本部的武藤章和永津佐比重。“扩大派”并不是一开始就打算与中国进行全面战争，他们认为有可能将战场限制在华北，在那里给予中国一击，就能使其屈服。
与之相对的“不扩大派”中，有参谋本部参谋次长的多田駿、石原莞爾、河辺虎四郎、陆军省的柴山兼四郎。他们主张為了應對蘇聯，应該將注意力轉移到满洲国，想辦法壯大满洲国，而且尽量避免与中国发生冲突。同时，他们认为中国的抵抗力不可轻视，一旦与中国的武力冲突全面化，冲突将陷入泥潭，苏联可能趁机军事介入，这种情况必须避免。“不扩大派”的核心人物是石原莞爾，但当石原莞爾试图说服“扩大派”时，反被他们反驳称自己正是以石原莞爾在满洲事变中的行为为榜样，这让石原莞爾哑口无言。

### 第二次和談尝试
7月11日，第一次近卫内阁将盧溝橋事件称为“北支事变”。当天晚上9点，近卫文麿首相邀请了将近100名来自政界、财界、媒体界的人士到首相官邸。近卫在会上表示“要为了促使中国反省而派兵”。
另一方面，近卫文麿通过政界浪人秋山定輔作为中介，派遣宫崎滔天的儿子宮崎龍介前往中国，尝试直接联系蒋介石。宫崎于7月23日离开东京，但行动被陆军憲兵隊泄露，次日在神户被憲兵隊拘留，此次行动以失败告终。
甚至还有近卫文麿本人前往南京的计划。7月12日，石原完爾向内阁书记官长风见章建议，希望近卫首相能亲自前往南京与蒋介石直接谈判。听闻此事的近卫文麿，尽管当时身体不适，但表示寧願带着护士也要前往南京。然而风见章认为，即便双方首脑能够达成一致，但双方的军队未必願意停戰，協議可能无法执行，反而会使情况更加复杂化，因此反对雙方進行首脑会谈。近卫文麿同意了风见的意见，改提议派遣外务大臣广田弘毅前往南京。风见章向广田提出了这一建议，但最终没有实现。
近卫文麿的亲近人物，西园寺公望的孙子西园寺公一也在7月下旬前往上海，接触了与蒋介石一派親近的江浙财团要人，但由于隨著淞滬會戰的爆發，西园寺公一未能取得成果。

### 船津工作

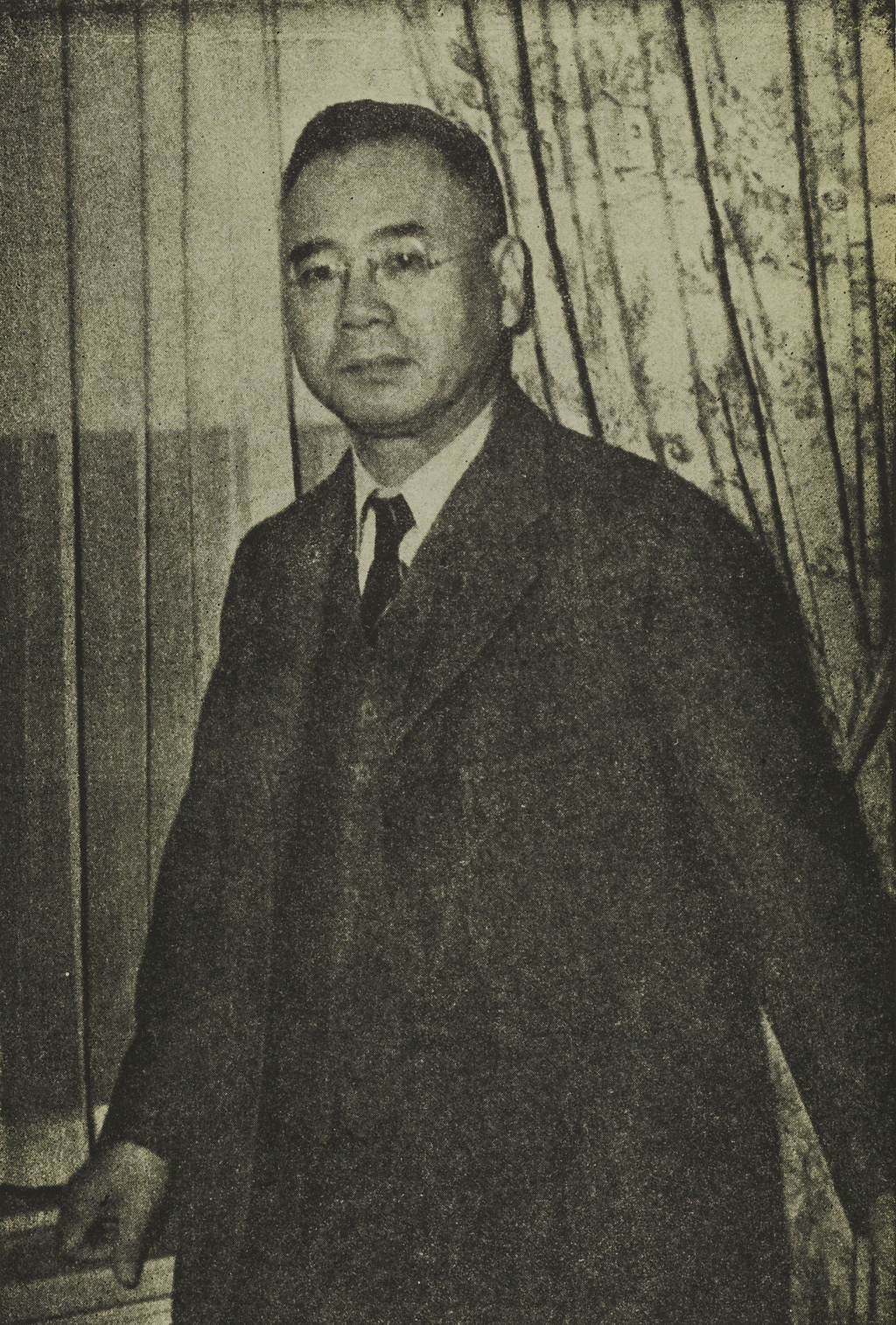
石射猪太郎

在日本军攻占北平和天津地区後，局势暂时趋于缓和时，天皇示意近卫文麿考虑通过外交谈判解决问题。接着，陆军省军务局军务课长柴山兼四郎要求外务省东亚局局长石射猪太郎制定外交解决方案随后石射猪太郎、外务省、陆军、海军的相关人员进行了讨论和协调。石射猪太郎整理了各方提出的停战条件。在陆、海、外三部门首脳的连日协商后，日本方面于8月4日正式敲定停戰條件。停战条件的内容如下：
1. 终止塘沽协定、何梅协定、秦土协定
2. 将卢沟桥一带设为非军事区
3. 解散冀察政务委员会和冀東防共自治政府，由國民政府直接管理
4. 增派的日军撤回日本国内
5. 中国政府要承认满洲国
6. 缔结《中日反共条约》
7. 中国暂停排日
8. 中国暫停特別貿易及自由飛行

日本方面將提出的和談条件告知前日本驻上海总领事船津辰一郎。尽管此時妻子病危，船津辰一郎还是接受了任务。船津辰一郎被选中代表日本斡旋的部分原因船津辰一郎有多年在中国各地担任领事的经验，這使得他可以与有影响力的中国官员接触。

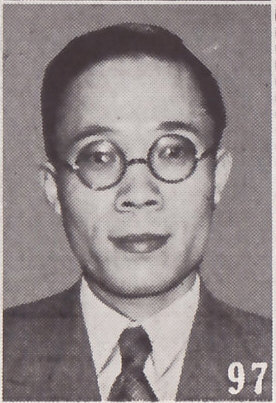
高宗武

船津辰一郎于8月4日离开东京，8月7日抵达上海。然而就在此时，自卢沟桥事变爆发前就一直在华北出差的川越茂回到上海，川越茂告诉船津辰一郎，他将亲自向中方通报和平条件。船津辰一郎于8月9日会见了国民政府外交部亞洲局局长高宗武，當時船津辰一郎只是向高宗武表示尽快解决华北问题会有好处。高宗武也于同日下午会见了川越茂，川越茂在会谈中正式提出了日方的停戰條件。
然而就在同一天傍晚，海军特别登陆部队连长大山勇夫在上海乘车视察虹桥机场地区时被中国軍人枪杀（大山事件），局势骤然变得紧张起来。船津辰一郎於是四处奔走，试图劝说中方达成和平解决方案，但在8月13日，中日军队在上海開戰（淞滬會戰），并于8月14日爆发全面冲突。 在此之前，中華民國外交部部長王宠惠還在奉行对日绥靖政策，而且正与日高信六郎进行和平谈判。船津辰一郎的和平努力无果而终。日本方面提出的停戰條件自然無法落實。

## 另見
- 七七事变
- 船津辰一郎
- 石射猪太郎（日语：石射猪太郎）
- 高宗武
- 宮崎工作（日语：宮崎工作）
- 陶德曼调停
- 宇垣工作（日语：宇垣工作）
- 汪兆銘工作（日语：汪兆銘工作）
- 桐工作（日语：桐工作）
- 銭永銘・周作民工作（日语：銭永銘・周作民工作）
- 繆斌工作（日语：繆斌工作）
- 何柱国工作（日语：何柱国工作）
- スチュアート工作（日语：スチュアート工作）
- 姜豪工作（日语：姜豪工作）

## 外部鏈接
- 古屋哲夫の足跡「日中戦争にいたる対中国政策の展開とその構造」：『日中戦争史研究』 （页面存档备份，存于）